# Snow White's Poison Bite
Snow White's Poison Bite (укр. Отруйний укус Білосніжки) — фінський рок-гурт, що виконує пісні у жанрах постхардкор та поп панк. Гурт був заснований 2006 року у місті Йоенсуу. У творчому доробку гурту 4 альбоми, 7 синглів та 5 кліпів. Найвідомішими композиціями є: «So Cinderella», «Kristy Killings» та «The End Of Prom Night». З 2013 року учасники гурту створили собі імідж скелетів, і тепер виступають у такому вигляді (першим таким кліпом є «Will You Meet Me In The Graveyard?», 2013 року).
Гурт оголосив про своє розформування 11 листопада 2018 року.

## Учасники гурту
Останній склад
- Аллан «Jeremy Thirteenth» Коттеріл — вокал/гітара (2006—2018 рр.), чистий вокал (2007—2009 рр..) і ритм-гітара (2009—2018 рр.)
- Ханну «Bobo» Сааріма — бас-гітара (2012—2018 рр.)
- Невідомо — гітара (2014—2018 рр.)
- Невідомо — барабани (2014—2018 рр.)

Колишні
- Андре Родрігес — барабани (США-тур 2013)
- Ніко «Hoker Dine» Хіттінен — барабани (2012—2014 рр.)
- Юусо Пухакка — гроул (2007—2009 рр.)
- Туомо Корандер — соло-гітара (2007—2011 рр.)
- Яркко Пентіннен — бас (2007—2011 рр.)
- Теему Лейкас — барабани (2007—2011 рр.)

## Дискографія
Альбоми
- The Story of Kristy Killings (Sound Of Finland, 2010)
- Featuring: Dr. Gruesome And The Gruesome Gory Horror Show (Victory Records, 2013)

EP
- Snow White's Poison Bite EP (Виданий самостійно, 2008)
- Drama Through Your Stereo EP (Poko Rekords, 2009)

Сингли
Промо
- So Cinderella (2008)
- She's A Trendy Designer On Her Wrists (2009)

Офіційні
- Valentine's Doom (2010)
- Kristy Killings (2010)
- The End Of Prom Night (2010)
- Count Dracula Kid (2012)
- Gruesome Gory Horror Show (2013)

## Відеокліпи
| Рік  | Назва                                   |
| ---- | --------------------------------------- |
| 2008 | «So Cinderella»                         |
| 2009 | «She's A Trendy Designer On Her Wrists» |
| 2010 | «The End Of Prom Night»                 |
| 2013 | «Will You Meet Me In The Graveyard?»    |
| 2013 | «There's a New Creep on the Block»      |